# Matthiola torulosa
Matthiola torulosa là một loài thực vật có hoa trong họ Cải. Loài này được DC. mô tả khoa học đầu tiên.